# Tridenchthonius trinidadensis
Tridenchthonius trinidadensis är en spindeldjursart som beskrevs av Clarence Clayton Hoff 1946. Tridenchthonius trinidadensis ingår i släktet Tridenchthonius och familjen Tridenchthoniidae. Inga underarter finns listade i Catalogue of Life.